# Awkwafina
Nora Lum (Nova Iorque, 2 de junho de 1988), mais conhecida pelo nome artístico Awkwafina, é uma atriz, compositora e rapper norte-americana de origem sino-coreana (chinesa e coreana).

## Biografia
Nora nasceu em Nova Iorque, filha de uma pintora sul-coreana e de um pai sino-americano. Sua mãe faleceu quando ela tinha quatro anos, sendo criada pela sua avó paterna. Nora frequentou a LaGuardia High School, onde aprendeu a tocar trompete e foi treinada em cantar música clássica e jazz. Aos 16 anos, adotou o nome artístico de Awkwafina, que ela afirma ser um alter ego para sua personalidade "quieta e mais passiva" durante seus anos de faculdade. Nora se formou em jornalismo e estudos femininos na Universidade Estadual de Nova Iorque em Albany. Entre 2006 e 2008, Nora frequentou a Universidade de Língua e Cultura em Pequim, China, onde estudou mandarim.

## Carreira
Em 2016, apareceu no filme Neighbors 2: Sorority Rising como Christine, fez a dublagem da animação Storks como a cegonha Quail e fez uma aparição no documentário independente Bad Rap. Em 2018, a atriz atuou na comédia romântica da Netflix, Dude, como a adolescente Rebecca, uma das protagonistas. Interpretou Constance, uma ladra e uma das protagonistas de Ocean's 8, atuando ao lado de Sandra Bullock, Mindy Kaling, Rihanna, Sarah Paulson, entre outros; e atuou em Crazy Rich Asians como Goh Peik Lin, melhor amiga de Rachel, personagem de Constance Wu. Ambos os papeis fizeram a atriz ser reconhecida pelo público. Em 2019, estrelou a comédia dramática The Farewell como Billi e no thriller psicológico Paradise Hills como Yu, junto com Emma Roberts, Milla Jovovich e Eiza González.
Em 2019, fez a dublagem da pássara Courtney em The Angry Birds Movie 2, atuou em Jumanji: The Next Level como Ming Fleetfoot, e fez uma participação em Between Two Ferns: The Movie. Em 2020, fez a dublagem no filme The SpongeBob Movie: Sponge on the Run, e em 2021, dublou o dragão mágico Sisu, em Raya and the Last Dragon, da Walt Disney Animation Studios.

#### Projetos futuros
Fará a dublagem da gaivota Sabidão no filme live-action de The Little Mermaid da Disney. Atuará em Shang-Chi and the Legend of the Ten Rings, do Universo Cinematográfico Marvel, junto com Simu Liu, como o personagem-título, e Tony Leung, como o vilão Mandarim.

#### Música
Awkwafina começou a se interessar por música aos treze anos. Em 2012, ganhou notoriedade como o single "My Vag", uma resposta ao single "My Dick" do rapper Mickey Avalon. Em 11 de fevereiro de 2014, lançou seu álbum de estreia Yellow Ranger de maneira independente. Em 2018, lançou o extended play (EP) In Fina We Trust.

## Filmografia

### Filmes
| Ano  | Título                                    | Papel                | Notas |
| ---- | ----------------------------------------- | -------------------- | --- |
| 2016 | Bad Rap                                   | Ela mesma            | Documentário |
| 2016 | Neighbors 2: Sorority Rising              | Christine            | |
| 2016 | Storks                                    | Quail (voz)          | |
| 2018 | Dude                                      | Rebecca              | |
| 2018 | Ocean's 8                                 | Constance            | |
| 2018 | Crazy Rich Asians                         | Goh Peik Lin         | |
| 2019 | The Farewell                              | Billi                | Venceu Gotham Award de Melhor Atriz Globo de Ouro de melhor atriz em comédia ou musical Satellite Awards de Melhor Atriz em Comédia ou Musical Indicada Critics' Choice Movie Award de Melhor Atriz Pendente BAFTA de Melhor Atriz em Ascensão |
| 2019 | Paradise Hills                            | Yu                   | |
| 2019 | The Angry Birds Movie 2                   | Courtney (voz)       | |
| 2019 | Between Two Ferns: The Movie              | Ela mesma            | |
| 2019 | Jumanji: The Next Level                   | Ming Fleetfoot       | |
| 2020 | The SpongeBob Movie: Sponge on the Run    | Mindy (voz)          | |
| 2021 | Breaking News in Yuba County              | Mina                 | |
| 2021 | Raya and the Last Dragon                  | Sisu (voz)           | |
| 2021 | Shang-Chi and the Legend of the Ten Rings | Katy                 | |
| 2021 | Swan Song                                 | Kate                 | |
| 2022 | The Bad Guys                              | Mrs. Tarantula (voz) | |
| 2023 | Renfield                                  | Rebecca Quincy       | Filmando |
| 2023 | A Pequena Sereia                          | Sabidão (voz)        | |
| 2023 | Quiz Lady                                 | Anne                 | Emmy do Primetime de Melhor Telefilme |

### Séries
| Ano           | Título                              | Papel                          | Notas                                          |
| ------------- | ----------------------------------- | ------------------------------ | ---------------------------------------------- |
| 2014–2015     | Girl Code                           | Ela mesma                      | 6 episódios                                    |
| 2015          | Girl Code Live                      | Ela mesma (co-apresentadora)   | 1 episódio                                     |
| 2015          | Regular Show                        | Apple (voz)                    | Episódio: "Hello China"                        |
| 2015–2017     | Tawk                                | Ela mesma                      |                                                |
| 2016          | Mary + Jane                         | Gina                           | Episódio: "Noachella"                          |
| 2017          | Future Man                          | Mulher na loja de videogame    | 3 episódios                                    |
| 2018          | Animals                             | Annie (voz)                    | Episódio: "Roachella"                          |
| 2018          | Saturday Night Live                 | Ela mesma                      | Episódio: "Awkwafina/Travis Scott"             |
| 2019          | Weird City                          | Charlotta                      | Episódio: "Below"                              |
| 2019          | The Simpsons                        | Carmen / Dr. Chang (voz)       | 2 episódios                                    |
| 2019          | Tuca & Bertie                       | Peito esquerdo de Bertie (voz) | Episódio: "The Promotion"                      |
| 2019          | The Dark Crystal: Age of Resistance | SkekLach / The Collector (voz) |                                                |
| 2020          | One World: Together at Home         | Ela mesma                      | Especial de televisão                          |
| 2020–presente | Awkwafina Is Nora from Queens       | Nora                           | Protagonista, produtora executiva e roteirista |

## Discografia

### Álbuns de estúdio
| Título           | Detalhes                                                                                    |
| ---------------- | ------------------------------------------------------------------------------------------- |
| Yellow Ranger    | - Lançamento: 11 de fevereiro de 2014 - Gravadora: Independente - Formato: Download digital |
| In Fina We Trust | - Lançamento: 8 de junho de 2018 - Gravadora: Independente - Formato: Download digital      |

### Singles
| Título                               | Ano  | Álbum             |
| ------------------------------------ | ---- | ----------------- |
| "My Vag"                             | 2012 | Single sem álbum  |
| "NYC Bitche$"                        | 2013 | Yellow Ranger     |
| "Mayor Bloomberg (Giant Margaritas)" | 2013 | Yellow Ranger     |
| "Queef"                              | 2013 | Yellow Ranger     |
| "Daydreamin'"                        | 2014 | Singles sem álbum |
| "Green Tea" (feat. Margaret Cho)     | 2016 | Singles sem álbum |
| "Pockiez"                            | 2018 | In Fina We Trust  |